# Marie McLaughlin

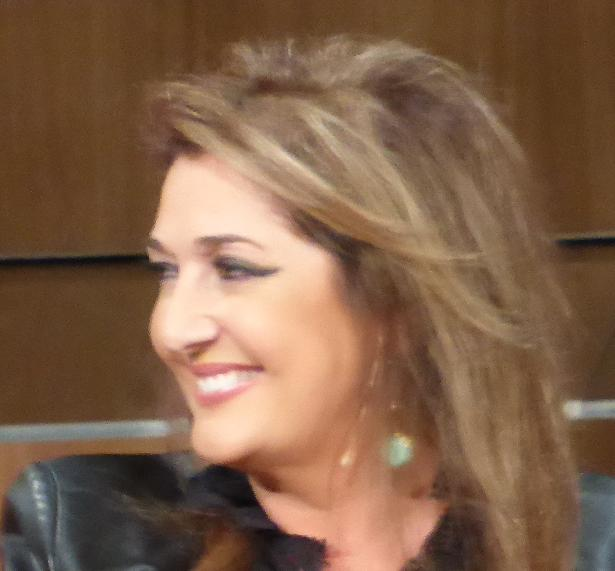
Marie McLaughlin (2014)

Marie McLaughlin (geboren am 2. November 1954 in Hamilton, South Lanarkshire) ist eine schottische Opernsängerin (Sopran).

## Leben
McLaughlin studierte Gesang in Glasgow und am National Opera Studio. Sie debütierte als Susanna in Le nozze di Figaro. Nach Auftritten an der Scottish Opera und der Welsh National Opera kam sie 1978 an die English National Opera und 1980 an die Royal Opera House in London. Rasch machte die Künstlerin international Karriere – unter anderem gastierte sie an der Hamburgischen Staatsoper, der Deutschen Oper Berlin, der Pariser Oper, der Bayerischen Staatsoper und der Metropolitan Opera in New York. Als leichter lyrischer Sopran wurde McLaughlin insbesondere für ihre Mozart-Rollen geschätzt – Susanna, Zerlina, Despina, aber auch Donna Elvira. Sie sang weiters Norina, Marzelline, Nannetta, Micaëla, Hanna Glawari, Anna in den Sieben Todsünden, sowie die Titania im A Midsummer Night’s Dream und sowohl Miss Jessel als auch Mrs. Grose in The Turn of the Srew, beides Opern von Benjamin Britten. In den späten 1980er Jahren debütierte sie erfolgreich als Violetta in Verdis La traviata beim Glyndebourne Festival. Diese Inszenierung von Peter Hall wurde auch fürs Fernsehen und auf Tonträgern aufgezeichnet.
Ein besonders nahes Verhältnis verbindet die Sängerin mit den Salzburger Festspielen, der Wiener Staatsoper und dem Theater an der Wien. In Salzburg sang sie 1987 und 1988 die Susanna, 1990 die Marzelline im Fidelio und 2006 – zur Eröffnung des Hauses für Mozart – die Marcellina in Claus Guths Inszenierung des Figaro. Diese Rolle übernahm sie auch noch 2007, 2009 und 2011. An der Staatsoper gab sie 5-mal die Adina, 19-mal die Susanna, 2-mal die Fidelio-Marzelline (alle erstmals 1986), 10-mal die Ilia in Idomeneo unter Nikolaus Harnoncourt (1987 und 1988) und 6-mal die Zerlina (1990). In Theater an der Wien war sie 2006 eine formidable Despina in Patrice Chéreaus Inszenierung von Così fan tutte, 2013 kehrte sie als Kupplerin Mother Needham in der Uraufführung von Iain Bells A Harlot’s Progress zurück und konnte – an der Seite von Diana Damrau – einen großen persönlichen Erfolg erkämpfen.

## Aufnahmen (Auswahl)
- Despina in Così fan tutte, Dirigent: James Levine (Deutsche Grammophon CD, DGG 4238972 1989)
- Micaëla in Carmen, Dirigent: Bernard Haitink (Kultur Video-DVD, KUL 2843)
- Susanna in Le nozze di Figaro, Dirigent: Claudio Abbado (Sony Classics DVD).
- Zerlina in Don Giovanni, Dirigent: Neville Marriner (Philips CD)
- Violetta in La traviata, Dirigent: Bernard Haitink (Naxos)
- Zdenka in Arabella, Dirigent: Christian Thielemann (Deutsche Grammophon DVD)
- Suor Angelica, Dirigent: Richard Bonynge (Decca CD, DEC 2894582182)
- Sopransolo in Mozarts Requiem, Dirigent: Leonard Bernstein (Deutsche Grammophon CD, DGG 4273532 1989)
- Schubert-Lieder mit Graham Johnson am Flügel (Hyperion Schubert Edition 13, CD, HYP 33013, 1992)
- Richard-Strauss-Lieder mit Graham Johnson am Flügel (Hyperion CD, HYP 55202, 2005)